# Harlem Shake (chanson)
Pour les articles homonymes, voir Harlem shake (homonymie).
Singles de Baauer
Dum Dum
(2012)
Harlem Shake est une chanson du DJ américain Baauer sortie en 2012. La chanson connaît un succès d'audience en février 2013 avec le buzz du Harlem shake, un genre de vidéo amateur repris des millions de fois sur YouTube.

## Composition et paroles
Harlem Shake est une chanson de Baauer à la rythmique caractéristique du hip-hop et de la musique dance drop.
Le style de la chanson est pour Andrew Ryce de Resident Advisor entre le hip-hop et la musique bass. David Wagner de The Atlantic y voit une chanson de style « trap music (« littéralement, la musique du « Piège », surnom donné aux quartiers pauvres d'Atlanta. »), dérivé de la dance et du Dirty South.
L'instrumentation est composée d'une caisse claire, une ligne de basse mécanique, un sample de rugissements et un riff de Dutch house,,.

## Analyse
Le site web Rap Genius consacre une page à l'interprétation des paroles de cette chanson.
L'une des paroles, Con los terroristas (sample de la chanson Los Terroristas d'Héctor El Father - littéralement « Avec les terroristes » en espagnol - pose question.

## Reprises
La musique Harlem shake a aussi été utilisée en septembre 2012 par un rappeur de Los Angeles, CA/Washington, DC (Take Tucker).

## Classement hebdomadaire
| Classement (2013)                       | Meilleure position |
| --------------------------------------- | ------------------ |
| Allemagne (Media Control AG)            | 10                 |
| Australie (ARIA)                        | 1                  |
| Autriche (Ö3 Austria Top 40)            | 9                  |
| Belgique (Flandre Ultratop 50 Singles)  | 2                  |
| Belgique (Flandre Ultratip 100)         | 2                  |
| Belgique (Wallonie Ultratop 50 Singles) | 2                  |
| Corée du Sud                            | 5                  |
| Danemark (Tracklisten)                  | 4                  |
| Espagne (PROMUSICAE)                    | 9                  |
| États-Unis Billboard Hot 100            | 1                  |
| Finlande (Suomen virallinen lista)      | 19                 |
| France (SNEP)                           | 4                  |
| France (Club 40)                        | 5                  |
| Grèce                                   | 1                  |
| Irlande (IRMA)                          | 5                  |
| Italie (FIMI)                           | 9                  |
| Pays-Bas (Single Top 100)               | 5                  |
| Norvège (VG-lista)                      | 9                  |
| Nouvelle-Zélande (RMNZ)                 | 1                  |
| Écosse (OCC)                            | 3                  |
| Suède (Sverigetopplistan)               | 17                 |
| Suisse (Schweizer Hitparade)            | 5                  |
| Royaume-Uni (UK Singles Chart)          | 3                  |
| Royaume-Uni (UK Dance Chart)            | 2                  |

## Certification
| Pays                     | Disque de certification | Seuil   |
| ------------------------ | ----------------------- | ------- |
| Australie (ARIA)         | 2 × Platine             | 140 000 |
| Belgique                 | Or                      | 15 000  |
| Italie (FIMI)            | Or                      | 15 000  |
| Nouvelle-Zélande (RIANZ) | Or                      | 7 500   |
| Royaume-Uni (BPI)        | Argent                  | 200 000 |